# Henryka Rumowska

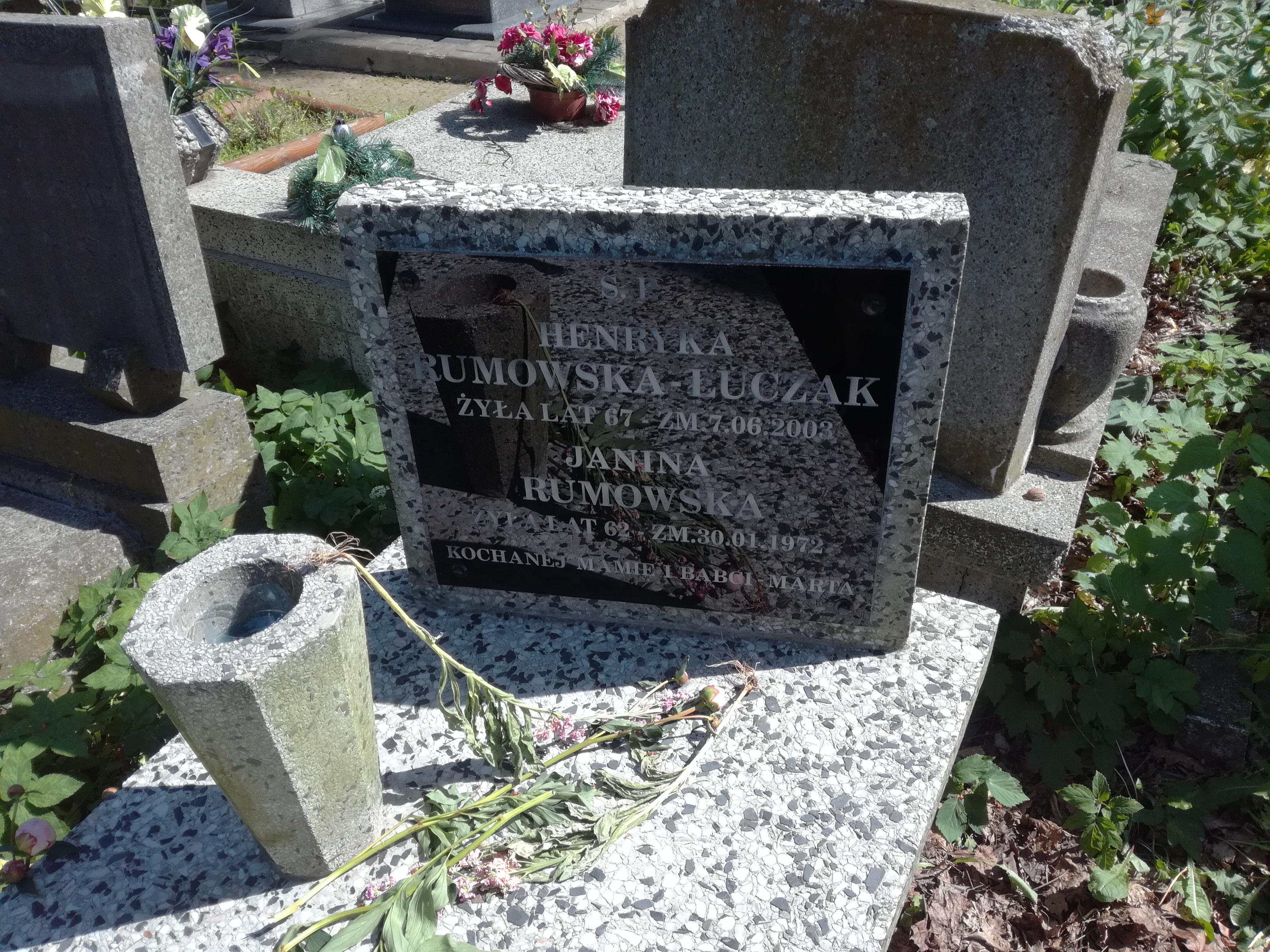
Grób Henryki Rumowskiej na cmentarzu komunalnym Doły

Henryka Rumowska-Łuczak z domu Rumowska (ur. 29 lutego 1936 w Łodzi, zm. 7 czerwca 2003. tamże) – dziennikarka telewizyjna, publicystka, komentatorka, redaktor Łódzkiego Ośrodka TVP, zastępca dyrektora, p.o. redaktor naczelnej TVP Łódź, reżyser i redaktor programów Teatru Telewizji.

## Życiorys
W 1955 r. zdała maturę w V LO im. Władysława Reymonta w Łodzi przy ul. Wspólnej 5/7 (V TPD) i rozpoczęła studia na Politechnice Łódzkiej. Zrezygnowała z tych studiów po roku i rozpoczęła studia na Uniwersytecie Warszawskim na Wydziale Dziennikarstwa. Te studia ukończyła w 1961 r.
W redakcjach łódzkich gazet odbyła praktyki dziennikarskie w których m.in. publikowała reportaże z podróży do Afryki Południowej. Pisała do „Kalejdoskopu" [łódzki miesięcznik kulturalny], „Ekranu" i innych.
W 1961 r. związała się z Łódzkim Ośrodkiem Telewizji Polskiej, początkowo jako współpracownik.
Pracę etatową rozpoczęła jako starszy redaktor w redakcji publicystyki i informacji. Zajmowała się popularyzowaniem kultury Łodzi. W redakcji awansowała szybko i została jej kierownikiem w 1968 r. Następnie zmieniła kierunek zainteresowań, przeszła do redakcją widowisk teatralnych, którą od 1972 r. kierowała. Pod jej kierownictwem i redakcją powstało ponad 200 spektakli teatralnych. Zrealizowała też kilkanaście reportaży, m.in.: „Spotkanie z Arturem Rubinsteinem" (1975 r.), „Szkice o teatrze" (1979 r.), „60 dni z Lordem Jimem". W 1980 r. awansowała i została kierownikiem działu artystycznego, a w 1983 r. zastępcą redaktora naczelnego Ośrodka do spraw artystycznych. Od lutego 1991 r. przez prawie rok pełniła obowiązki redaktor naczelnej Łódzkiego Ośrodka Telewizyjnego a następnie do początku 2001 roku była sekretarzem programowym Telewizji Łódź.
„Zakochana w telewizji – rzec można z wzajemnością, bo to medium, choć dość kapryśne pozwoliło jej świetnie poznać swoje tajniki i podarowało w cennym dorobku kilkadziesiąt reportaży i filmów, jak Spotkanie z Arturem Rubinsteinem i Teatr Kazimierza Dejmka, a także ponad 100 spektakli teatrów TV, których była redaktorem i komentatorem”.
„Przystojna, kobieca, zawsze dobrze, ale nie ekstrawagancko ubrana. Od 1964 r. używała wyłącznie perfum „Je reviens”. Buty nosiła tylko na płaskim obcasie, biżuterię tylko srebrną, futer w ogóle. Nigdy nie miała samochodu, a ze służbowego nie korzystała”.
Pochowana na cmentarzu komunalnym na Dołach w Łodzi (kwatera XIIb).

## Filmografia i spektakle
- 2001 – KAMERA MARZEŃ Redakcja,
- 2000 – POSŁUSZNA WDOWA Redakcja,
- 1998 – JEJ HISTORIA Redakcja,
- 1998 – USTA MICKA JAGGERA Redakcja,
- 1997 – ZBRODNIA Z PREMEDYTACJĄ Redakcja,
- 1996 – BIAŁA Redakcja,
- 1996 – KONKURS STULECIA Redakcja,
- 1994 – BABA-DZIWO Redakcja,
- 1994 – CARMINA BURANA Redakcja,
- 1994 – MARIANNA ZWLEKA Z MAŁŻEŃSTWEM Redakcja, Gabriela Muskała („reż. Henryka Rumowska – Chantal”)
- 1993 – BRAMA DO RAJU Redakcja,
- 1993 – ROSMERSHOLM Redakcja,
- 1992 – GOŚCINA Redakcja,
- 1992 – PIĘKNI DWUDZIESTOLETNI Redakcja,
- 1991 – KTO TU WPUŚCIŁ DZIENNIKARZY? Redakcja,
- 1991 – OBYWATEL PEKOSIEWICZ Redakcja,
- 1991 – OJCIEC Redakcja,
- 1990 – TRANS-ATLANTYK Redakcja,
- 1988 – SŁUŻĄCA ZERLINA Redakcja,
- 1986 – KOROWÓD Redakcja,
- 1984 – BESTSELLER Redakcja,
- 1983 – PAMIĄTKI SOPLICY Redakcja,
- 1983 – SAMSON I DALILA Redakcja,
- 1982 – RODZINA LUBAWINÓW Redakcja,
- 1981 – HENRYK VI NA ŁOWACH Redakcja,
- 1981 – UTWORY WYBRANE Redakcja,
- 1980 – NAJPIĘKNIEJSZE OPOWIADANIE ŚWIATA Redakcja,
- 1980 – PALACZ ZWŁOK Redakcja.

Opracowane z materiałów Film Polski.

## Odznaczenia
- Krzyż Kawalerski Orderu Odrodzenia Polski 1984 r.
- Złoty Krzyż Zasługi 1976 r.
- Srebrny Krzyż Zasługi 1969 r.
- Medal 40-lecia Polski Ludowej 1984 r.
- Honorowa Odznaka Miasta Łodzi za zasługi dla województwa łódzkiego 1986 r.
- Medal i Dyplom Honorowy za 25 lat pracy dziennikarskiej 1986 r.
- Nagroda II stopnia Przewodniczącego Komitetu do Spraw Radia i Telewizji za całokształt publicystyki na tematy teatru i działalność redaktorską w teatrze TV 1983 r.
- Honorowa Odznaka Komitetu do Spraw Radia i Telewizji 1974 r.
- Odznaka 1000-lecia Państwa Polskiego za działalność społeczną w obchodach Tysiąclecia Państwa Polskiego 1966 r.